# Округ Булок (Џорџија)
Булок (енгл. Bulloch County) је округ у америчкој савезној држави Џорџија.

## Демографија
По попису из 2010. године број становника је 70.217, што је 14.234 (25,4%) становника више него 2000. године.
| Група             | 2000.          | 2010.          |
| Белци             | 37.998 (67,9%) | 46.251 (65,9%) |
| Афроамериканци    | 16.101 (28,8%) | 19.409 (27,6%) |
| Азијати           | 461 (0,8%)     | 1.020 (1,5%)   |
| Хиспаноамериканци | 1.052 (1,9%)   | 2.439 (3,5%)   |
| Укупно            | 55.983         | 70.217         |